# Nathalie Wahl
Nathalie Wahl (Bruselas, 1976) es una matemática belga especializada en topología, incluida la topología algebraica, la teoría de la homotopía y la topología geométrica. Es profesora de matemáticas en la Universidad de Copenhague, donde dirige el Centro de Geometría y Topología de Copenhague.

## Trayectoria
Wahl nació en Bruselas y obtuvo una licenciatura en matemáticas en 1998 en la Universidad libre de Bruselas, asesorada por Jean-Paul Doignon. Su tesis de pregrado se refería a los antimatroides infinitos y publicó el mismo material en 2001 como su primer artículo en una revista. Completó un doctorado. en la Universidad de Oxford en 2001, con una disertación Ribbon Graphs and Related Operads en topología algebraica supervisada por Ulrike Tillmann.
Tras breves estancias en la Universidad de Northwestern, la Universidad de Aarhus y la Universidad de Chicago, se incorporó al Departamento de Ciencias Matemáticas de la Universidad de Copenhague en 2006 y en 2010 fue ascendida a profesora titular. En 2020 se convirtió en Líder del centro del Centro de Geometría y Topología de Copenhague.

## Reconocimientos
En 2008, Wahl ganó el premio Young Elite Researcher Award (Ung Eliteforskerprisen) del Independent Research Fund Denmark (Danmarks Frie Forskningsfond). En 2016, fue elegida miembro de la Academia Danesa de Ciencias Naturales.